# Exortus punctiferus
Exortus punctiferus är en insektsart som först beskrevs av Walker 1851.  Exortus punctiferus ingår i släktet Exortus och familjen sköldstritar. Inga underarter finns listade i Catalogue of Life.